# 卡米力·阿不都拉
卡米力·阿不都拉（1947年—），维吾尔族，中华人民共和国政治人物、第十一届全国政协委员。
加入中国共产党，担任新疆维吾尔自治区财政厅原党组书记、副厅长。2008年，当选第十一届全国政协委员，代表少数民族界，分入第四十九组。